# Félines (Ardèche)
Félines – miejscowość i gmina we Francji, w regionie Owernia-Rodan-Alpy, w departamencie Ardèche.
Według danych na rok 1990 gminę zamieszkiwało 876 osób, a gęstość zaludnienia wynosiła 63 osób/km² (wśród 2880 gmin regionu Rodan-Alpy Félines plasuje się na 851. miejscu pod względem liczby ludności, natomiast pod względem powierzchni na miejscu 849.).